# أليكس كارتر
أليكس كارتر (بالإنجليزية: Alex Carter)‏ (و. 1964 – م) هو ممثل، من كندا، ولد في تورونتو.

## وصلات خارجية
- أليكس كارتر على موقع IMDb (الإنجليزية)
- أليكس كارتر على موقع ألو سيني (الفرنسية)
- أليكس كارتر على موقع أول موفي (الإنجليزية)
- أليكس كارتر على موقع قاعدة بيانات الأفلام السويدية (السويدية)
- أليكس كارتر على موقع قاعدة بيانات الفيلم (الإنجليزية)
- أليكس كارتر على موقع كينوبويسك (الروسية)